# Бой при Айватово
Боят при Айватово е бой между български и османски войски на 27 октомври* 1912 г., част от съюзническите операции за овладяване на Солун по време на Балканската война.

## Настъплението към Солун
От началото на войната (5 октомври) войските на балканските съюзници повеждат концентрично настъпление към Солун – най-големия град в Македония, подвластен на Османската империя. Гръцката армия настъпва от Тесалия по долината на Бистрица, а българската Седма пехотна рилска дивизия се спуска покрай Струма. След Кумановската битка, в която разбиват главните турски сили в Македония, в надпреварата към Солун се включват и сръбски войски. Съюзниците не съгласуват действията си, но въпреки това сравнително малобройните османски сили не успяват да им се противопоставят. Между 9 и 13 октомври Струмският корпус търпи поражения от българите в боевете при Симитли и при Крупник. На 20 октомври Осми корпус е разбит от гърците в сражението при Енидже Вардар. Скоро след това Струмският корпус изоставя Рупелския пролом и отстъпва към Солун, преследван от Рилската дивизия. В този момент османските войски са деморализирани. Стотици войници дезертират или се разбунтуват, за да се предадат на съюзниците. На 22 – 23 октомври българите преодоляват пролома и завземат Демир Хисар при минимална съпротива от турския ариергард. Авангардът на 7-а Рилска дивизия влиза в Кукуш заедно със сръбска конница (от Дунавския конен полк) на 25 октомври.

## Ход на битката
На следващия ден, 26 октомври, 3-та бригада от състава на 7-а Рилска дивизия е на 12 km северно от Солун, пред височините около Айватово, където е оставен силен турски заслон от четири табора и една батарея. В ранното утро на 27 октомври бригадата, командвана от генерал-майор Спас Георгиев, предприема фронтална атака, съчетана с обход на десния фланг на противника. Огънят на турската артилерия не успява да спре атакуващите български части, те достигат в непосредствена близост до османските позиции и настъпват на нож. Турците започват отстъпление, което се превръща в бягство.

## Последици
Тази победа открива на българите пътя за Солун. Същия ден 27 октомври през северните квартали в града влизат български войски – кавалерийска част на майор Г. Анастасов и четата на Георги Мончев, посрещнати с възторг под звуците на „Шуми Марица“ от българското и еврейско население (т.е. над 2/3 от нетурското население) окичило домовете си с български знамена. Но по най-настоятелно искане на гърците от 27 октомври навлизането на основните сили на българската войска е спряно с мотива, че преди няколко часа комендантът на града Хасан Тахсин паша се е предал с войските си на гръцката армия.
Гърците, чиято армия е далеч от града, виждайки устремното българско настъпление започват на 26 октомври сепаративни преговори с турския комендант на града, споменатия Хасан паша. Притиснат от българските победи, срещу солиден подкуп и правото да прехвърли турските войски към Цариград срещу българите, той капитулира без бой и подписва да предаде Солун на гръцката армия, която все още е сравнително далеч и започва да навлиза в града с основните си сили едва на 28 октомври, спешно подвозена с влакове един ден след първите български части.